# Von-Alten-Garten

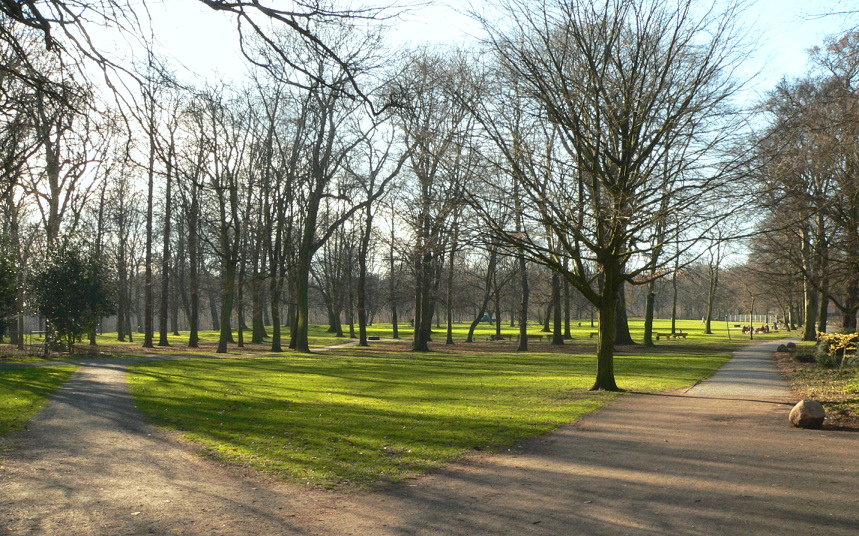
Von-Alten-Garten als Landschaftspark (2008)

Der Von-Alten-Garten ist ein etwa 7,5 Hektar großer, öffentlicher Park in Hannover, der im Stadtteil Linden-Mitte liegt. Er befindet sich am Fuße des Lindener Bergs direkt am Westschnellweg.

## Geschichte

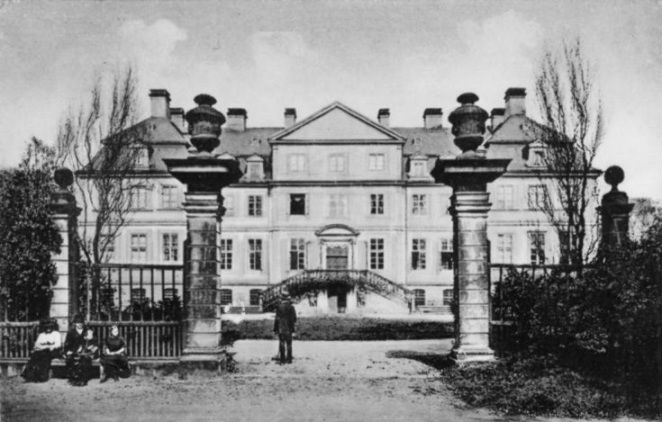
Barockes Lindener Schloss im Von-Alten-Garten (1912), 1945 zerstört

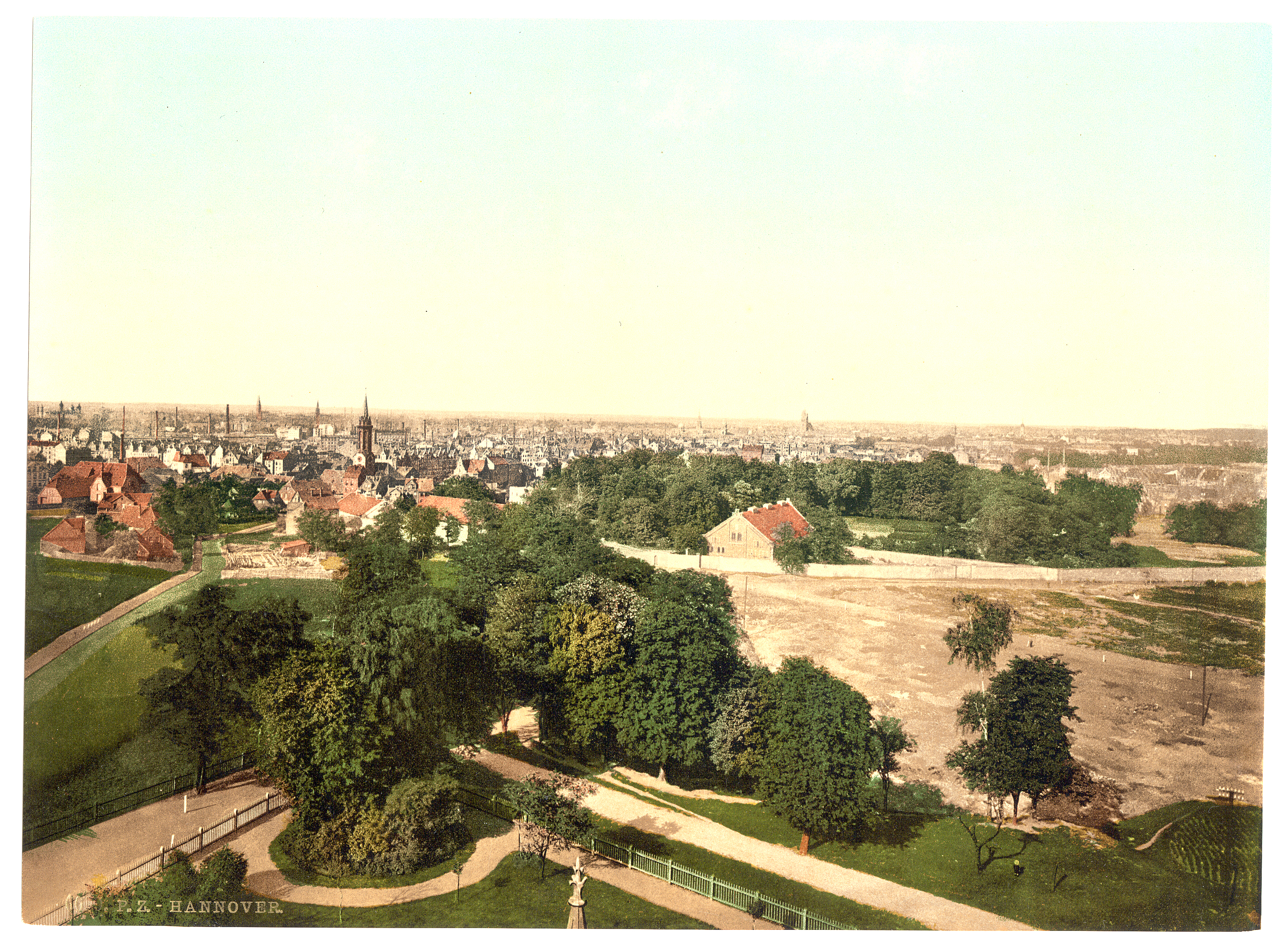
Blick vom Lindener Berg über den Von-Alten-Garten um 1895–1905

Die Gartenanlage hat sich aus dem seit dem 13. Jahrhundert bestehenden Gutshof Linden der Familie von Alten entwickelt, der rund 56 Hektar Land, Jagdrecht, Gerichtsbarkeit und verschiedene Zehnte umfasste. 1688 verpachtete die Familie aus wirtschaftlichen Gründen das Gut an Franz-Ernst von Platen, Hofmarschall bei Herzog Ernst August. Er benötigte ein Rittergut für einen Sitz im Landtag und schloss einen zeitlich beschränkten Nutzungsvertrag über das Gut ab. Als ihm das 1689 zum angestrebten Titel als Reichsgraf und Premierminister verhalf, baute er das Gut aus. Daraus entwickelte sich die Ansiedlung Neu-Linden mit verschiedenen Einrichtungen wie Meierei, Ziegelei und Ölmühle. Von Platen ließ sich auf seinem Grundstück 1692 von Brand Westermann das barocke Schloss Linden errichten und zugleich durch René Dahuron einen französischen Barockgarten anlegen. Dazu gehörten Wasserbassins mit Fontänen, Obstwiesen, Heckenbosketten, Nutzgärten, Teiche mit Fischzucht sowie Schwänen, Orangerie und Tiergarten.
Ein weiterer Garten in Linden war der 1652 angelegte Küchengarten Linden für die Residenz der welfischen Herrscher des Fürstentums Calenberg im hannoverschen Leineschloss. Dieser befand sich in einiger Entfernung nördlich des Von-Alten-Gartens.
Nach dem Tod von Franz-Ernst von Platen 1709 ließ die Pflege des Gutes und der Gartenanlage nach. Sein Sohn Ernst August ließ den Garten 1718 mit einer vier Meter hohen Mauer umgeben. 1728 war laut Vertrag die Rückgabe des Gartens an die Familie von Alten fällig. Das führte zu jahrzehntelangen Rechtsstreitigkeiten. Dadurch wurde die aufwendige Gartengestaltung aufgegeben, und die Anlage wurde ab 1800 zu einem englischen Landschaftsgarten umgewandelt, wie er heute noch besteht. 1816 kaufte der zum Grafen erhobene Carl von Alten das Gut zurück. Ab 1830 zeigten die neu entstandenen Industriebetriebe in Linden Interesse an der Grünanlage und wollten sie gewerblich nutzbar machen.
1927 verhinderte eine Unterschutzstellung des Schlosses und des Gartens den weiteren Verkauf als Bauland. Im April 1945 wurde das aus Holz errichtete Schloss bei einem der Luftangriffe auf Hannover von einer Brandbombe getroffen und es brannte bis auf das steinerne Fundament ab.

## Gegenwart

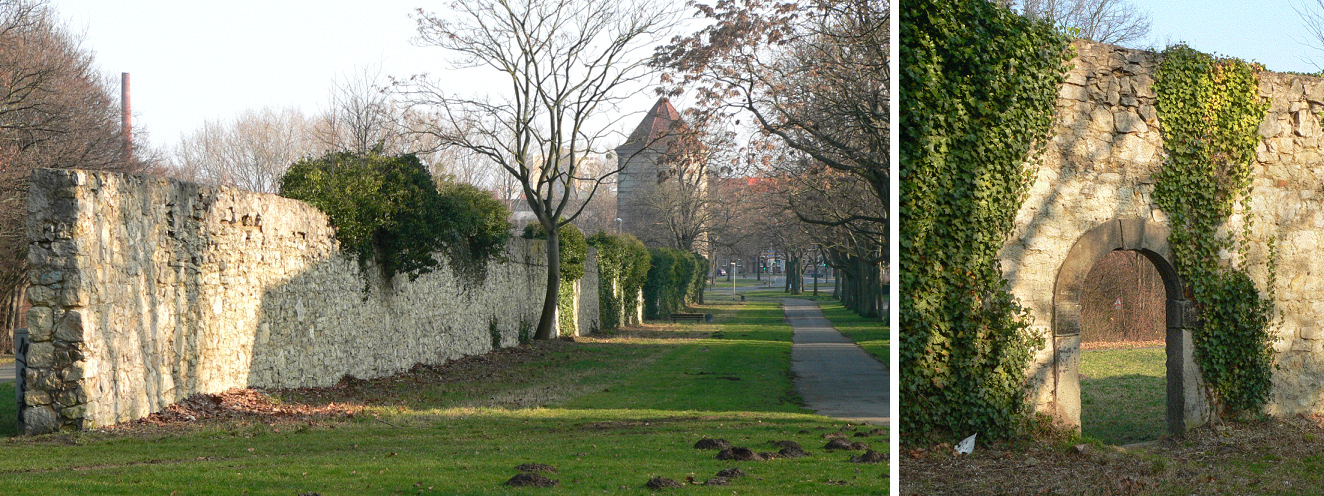
1718 errichtete Parkmauer beim Blick zum Deisterkreisel mit Hochbunker, rechts Toröffnung zur früheren Wachsbleiche

Ab 1950 wurde der Westschnellweg gebaut, welcher den Von-Alten-Garten quert. Dadurch ging ein großer Teil des Gartens verloren. Südlich des Schnellwegs verläuft parallel ein längeres Stück der Umfassungsmauer von 1718, eine Toröffnung ist gleichfalls erhalten geblieben. 1961 erwarb die Stadt Hannover eine sechs Hektar große Fläche des Gartens, um ihn der Bevölkerung als Park zugänglich zu machen. Im Park entstanden Einrichtungen wie die IGS Linden, ein Kindergarten und ein betreuter Spielpark mit öffentlichem Spielplatz.
1997 verkaufte die Familie von Alten den ehemaligen und bis dahin unzugänglichen Parterregarten des Schlosses an die Stadt. Daraus entstand zur EXPO 2000 ein nur tagsüber geöffneter Parkabschnitt von 1,5 Hektar Größe. Am Standort des zerstörten Schlosses sind die Terrassenanlage und die Grotte erhalten, Skulpturen wurden wiederhergestellt. In diesem Bereich ist ein etwa 250 Jahre alter Baumbestand vorhanden.

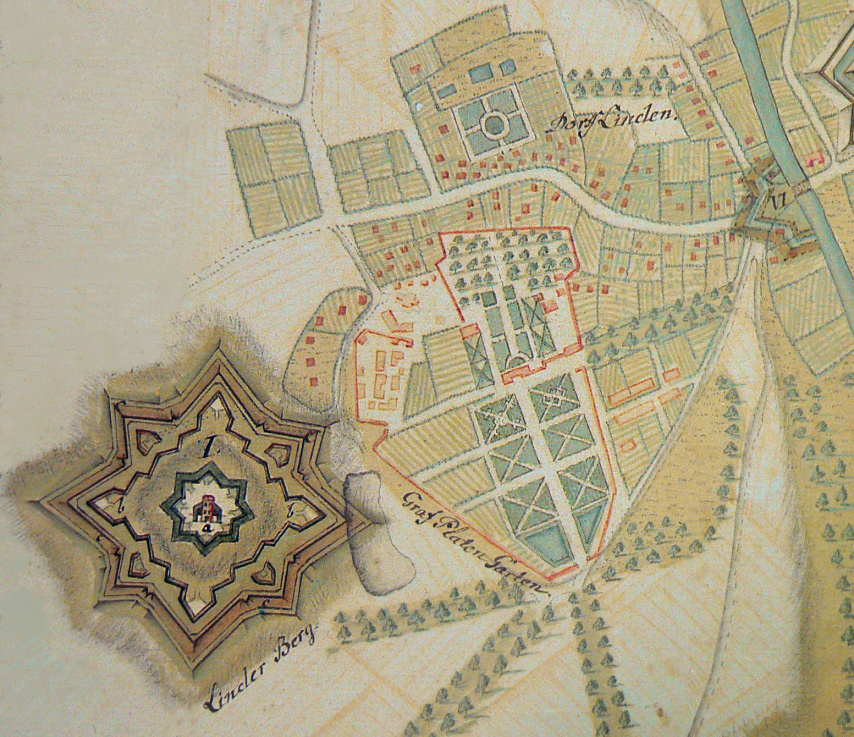
Linden 1763 mit Georgenschanzen auf dem Lindener Berg, Von-Alten-Garten (Mitte) und Küchengarten (oben)
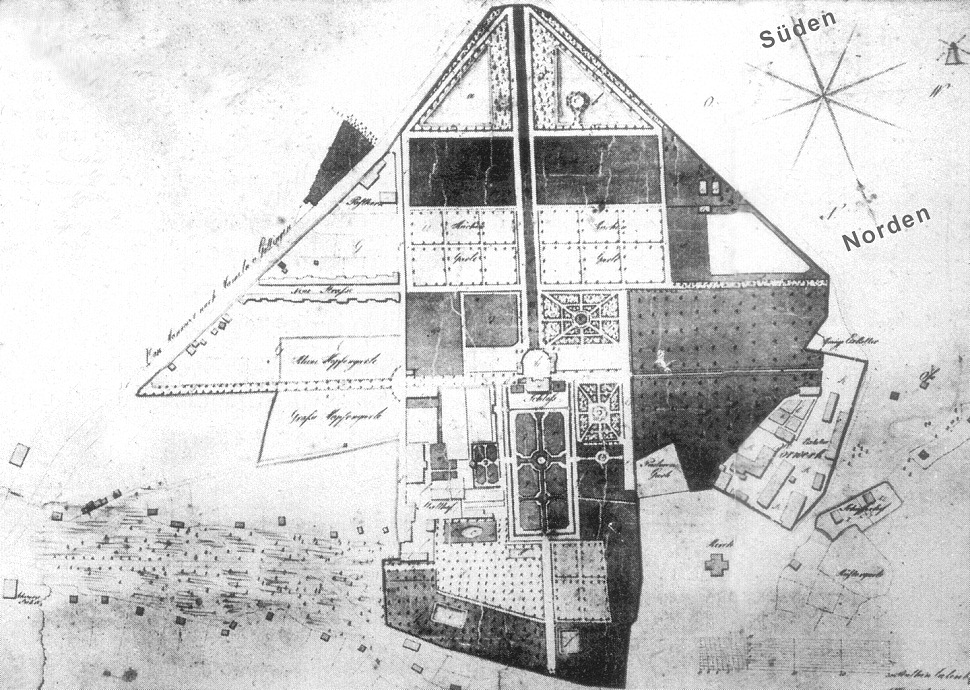
Lageplan des Gartens 1789
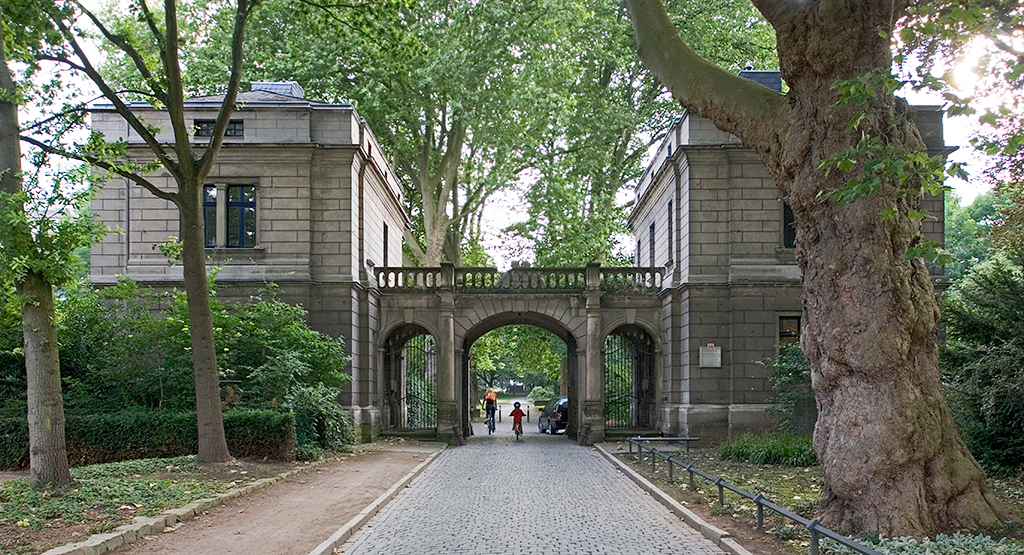
Torhaus des Gartens von 1911
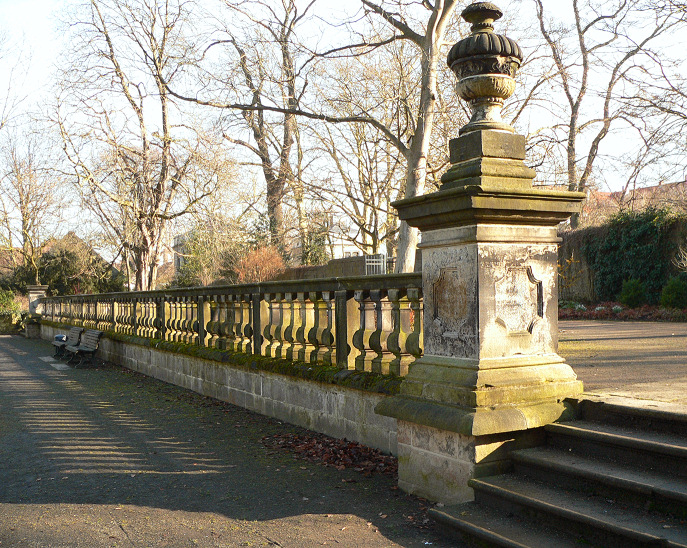
Balustrade und Terrasse des früheren Schlosses
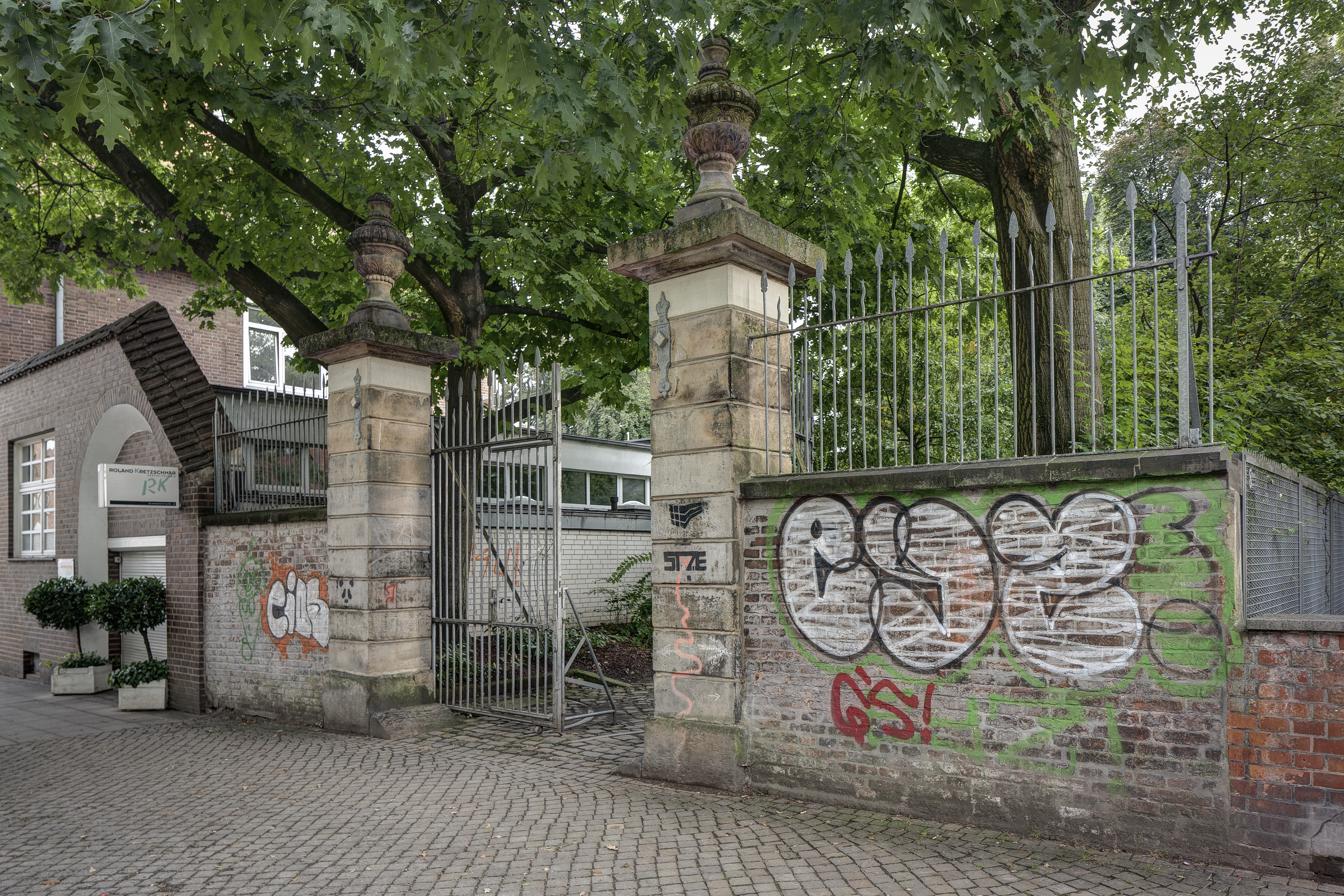
Zugang in der Niemeyerstraße